# Pista de hielo de Pionyang
La Pista de hielo de Pionyang es un complejo deportivo creado por el entonces mandatario de Corea del Norte, Kim Il-sung. Fue construido desde junio de 1980 hasta diciembre de 1981, e inaugurado el 7 de abril de 1982. El complejo deportivo se encuentra alrededor del río Pothong en Pionyang.

## Datos
La superficie total del edificio es de 25 000 metros cuadrados, una pista de hielo con más de 1800 m², además de contar con 6000 asientos repartidos en tres terrazas en los colores azules, amarillo y rojo, en la cima del complejo cuelgan lámparas de arañas colgantes y fluorescentes que dan la sensación de rayos en el edificio.
La construcción mide 65,5 metros y está sostenida por 24 grandes pilares apilados y paredes de magnífica estructura la que da una sensación de altura a la edificación, además del edificio central hay un campo de entrenamiento de unos 6000 m².
Las entradas al inmueble son múltiples, los salones y butacas están adornados con estampados de pizarras naturales, mosaicos y murales.

## Comodidades
- La caseta del árbitro.
- Ocho salones.
- Un gimnasio.
- Una tienda de té.
- Instalaciones de servicio y gestión técnica.

## Presentaciones
En esta obra se han celebrado 69 partidos internacionales, entre ellos el Festival Internacional de Patinaje Artístico y 313 partidos nacionales. Sus visitantes se contabilizan entre varios millones de personas.